# Château de Versainville
Le château de Versainville est une demeure qui se dresse sur le territoire de la commune française de Versainville dans le département du Calvados, en région Normandie.
Le château est protégé partiellement aux monuments historiques.

## Localisation
Le château est situé à proximité de Falaise, à une trentaine de kilomètres au sud-est de Caen, sur la commune de Versainville, dans le département français du 
Calvados.

## Historique
La construction du château de Versainville a été décidée par François-Joseph de Marguerit au XVIIIe siècle. La présence de sa famille en Normandie remonte à l’implantation locale, au début du XVIe siècle, d’un ancien compagnon d’expédition de Christophe Colomb. Les premiers Marguerit construisent à Versainville un château, érigé en seigneurie. Parmi les ascendants de François-Joseph figurent plusieurs conseillers au Parlement de Rouen, et lui-même en 1711, est président en la Cour des comptes, aides et finances de Normandie.
En 1715, la construction du château actuel est lancée. Les travaux sont largement avancés, lorsque le roi Louis XV marque à Versainville une courte étape d'un voyage dans la région. En 1730, les travaux sont achevés ; François-Joseph de Marguerit s'installe dans sa nouvelle demeure avec sa femme (second mariage du 5 mars 1730), Marie-Thérèse de Chaumont, fille du marquis Antoine-Martin Chaumont de La Galaizière. En décembre 1731, les seigneuries de Maizières, Les Traits, Ussy, Guibray et Versainville sont érigées en marquisat par lettres patentes du roi Louis XV .
C’est par le mariage en 1802 de Marie de Marguerit (petite-fille de François-Joseph de Marguerit) avec Philippe François Odoard du Hazey (° 1770-† 1869), que la famille Odoard du Hazey arrive à Versainville.
Philippe François Odoard du Hazey appartient à une famille de Normandie, anoblie en 1527 par charge conseiller au Parlement de Normandie. Il était lui-même conseiller général de l'Eure. Leur petit-fils, François-Gaston, dit « comte Odoard du Hazey » et « marquis de Versainville » (21 octobre 1833 à Marbeuf - 3 janvier 1921), ancien capitaine de cavalerie, chevalier de la Légion d'honneur et son épouse Clémence Sophie Josèphe Marie Grandin de l’Éprevier (1847-14 décembre 1936) procèdent à d’importants travaux de rénovation et de modernisation du château. À l’extérieur, devant le château, sont entrepris de grands travaux de terrassement qui aboutissent à l’aspect actuel de la cour d'honneur. C’est à cette époque que sera décidée la construction de l’aile sud.
Le 31 octobre 1888, Marie-Sophie-Gildippe Odoard du Hazey, leur fille, épouse à Versainville le comte Pierre de La Rochefoucauld, dit « le duc de La Roche-Guyon ». Leur troisième fils, le comte Bernard de La Rochefoucauld (1901-1944) héritera du château à la mort de sa mère en 1926.
En 1947, le château est acquis par la société Ford pour en faire une colonie de vacances des enfants du personnel. Le château accueillera ainsi de nombreux enfants jusqu'à la fin des années 1990.
Devenu propriété de Simca-Talbot, puis du groupe PSA Peugeot Citroën, il est revendu en 2002 à Jacques de La Rochefoucauld, petit-neveu de Bernard.

## Description

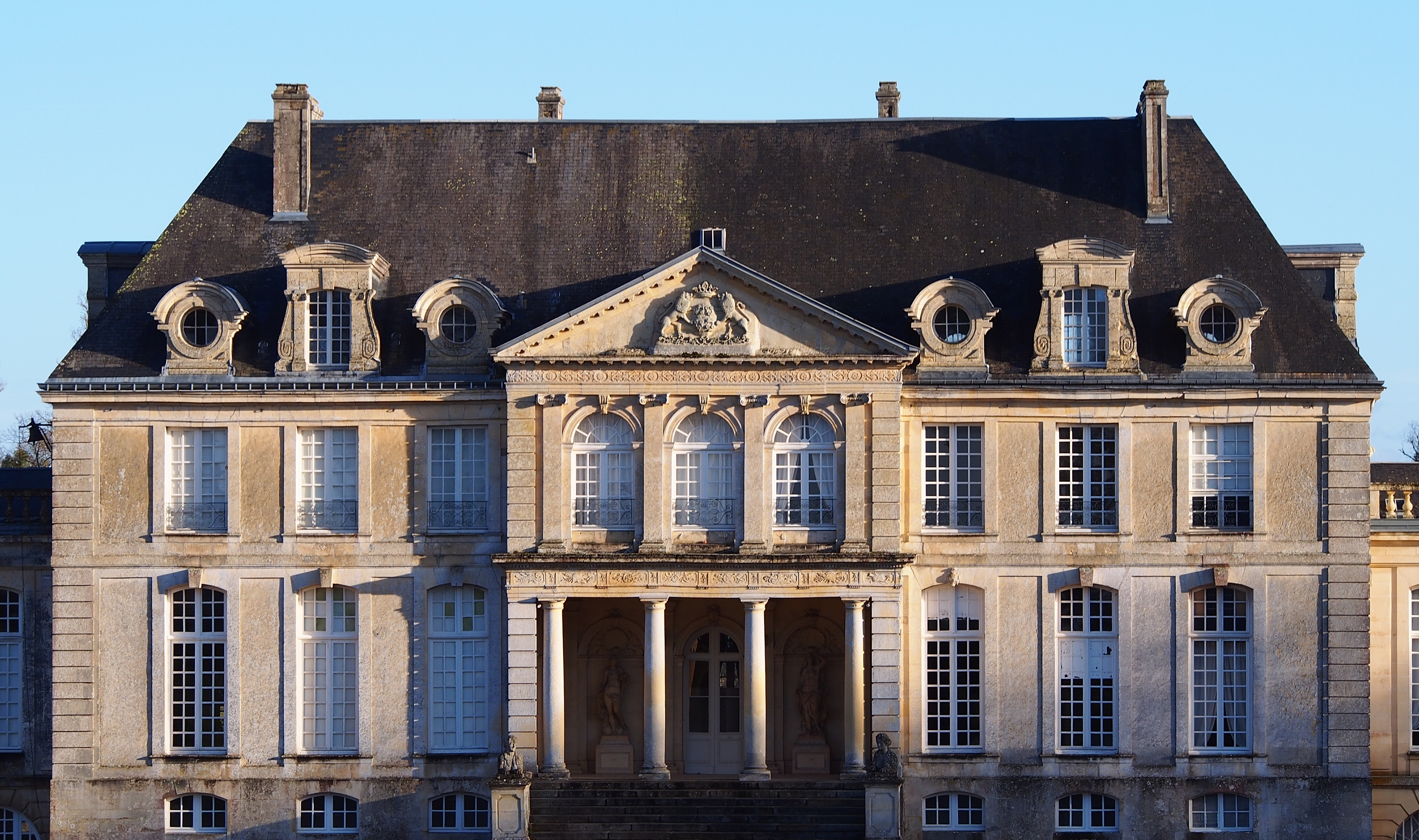
La façade ouest du corps de logis.

Le château de Versainville est constitué d'un corps de logis à neuf travées avec pavillon d'angle, complété, en 1912, par une aile ouest dans le style d'origine. Le château est malheureusement privé de son somptueux décor intérieur.
« Le château s’élève au milieu d’un parc aux arbres séculaires. On entre dans la cour d'honneur par une grille en fer qui date de Louis XIV. Un grand corps de logis est relié à une galerie, que termine à gauche un pavillon. »
— H. Soulange-Bodin, Les châteaux de Normandie.

## Protection aux monuments historiques
Au titre des monuments historiques :
- le château, à l'exception des parties classées est inscrit par arrêté du 6 janvier 1930 ;
- la porte à accolade de la ferme est inscrite par arrêté du 4 octobre 1932 ;
- le parc du château est inscrit par arrêté du 6 février 2008 ;
- les façades et toitures du château, y compris l'aile de 1912 sont classées par arrêté du 23 juin 2008 ;
- le salon d'été du château, situé 5-7 route du château de Versainville tel qu'indiqué sur le plan annexé à l'arrêté est classé par arrêté du 22 mars 2017.

### Patrimoine naturel
Le château et le parc de Versainville sont un site naturel inscrit depuis 1942.

## Parc et jardins

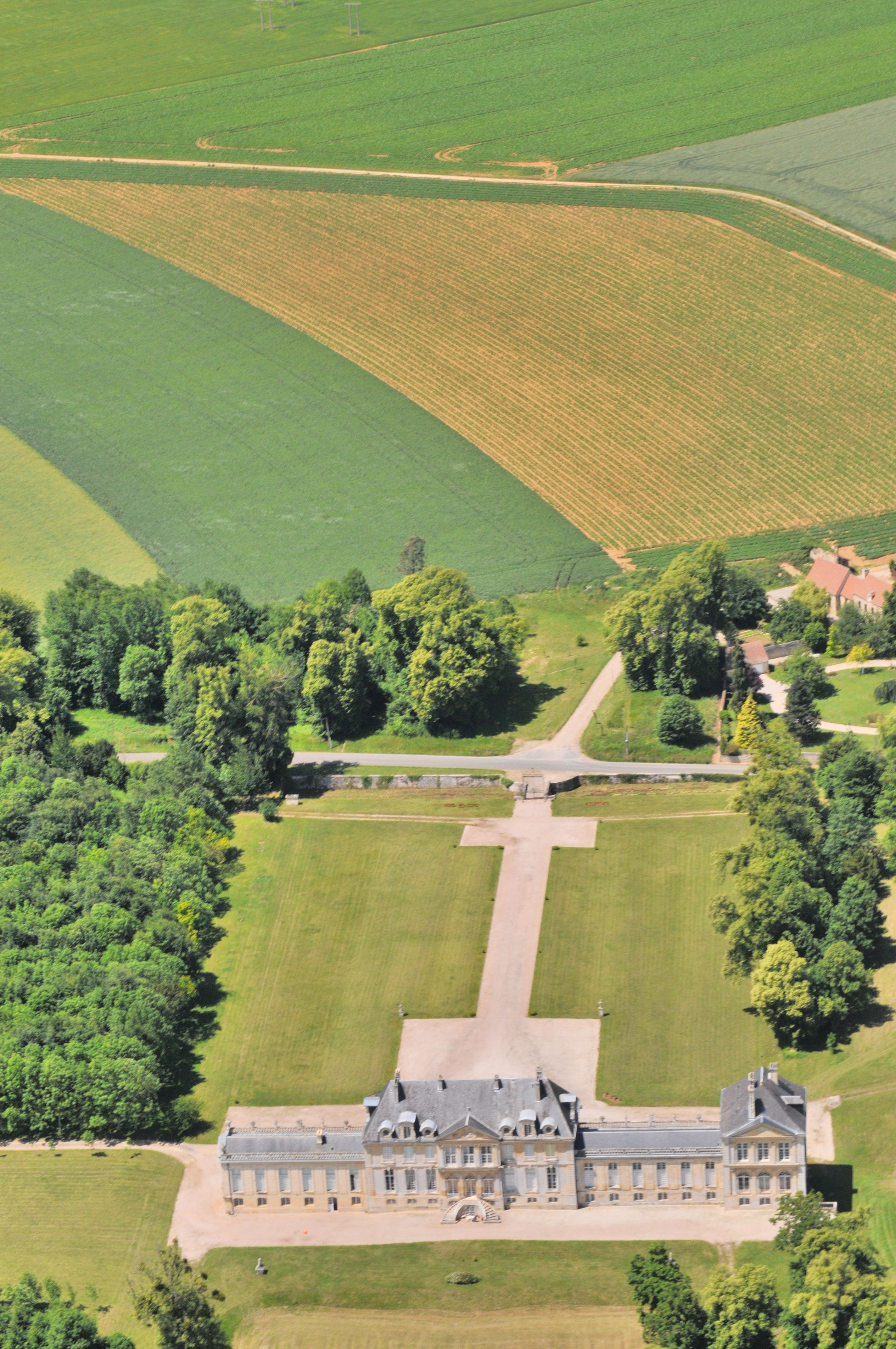
Vue aérienne du château et d'une partie de son parc.

Le parc du château, avec son allée et son étang, est inscrit au pré-inventaire des jardins remarquables.